# Heugemerveld
Heugemerveld est un quartier situé dans l'arrondissement sud-est de Maastricht. De 1966 à 1998, le quartier portait officiellement le nom de Akerpoort.

## Toponymie
Le nom du quartier provient du village d'Heugem, appartenant avant le rattachement à Maastricht et la création du quartier du même nom, à la municipalité de Gronsveld. L'ancien nom, Akerpoort, provint de celui de l'ancienne porte médiévale donnant sur le Wyck.

## Géographie
Le quartier se situe entre la ligne ferroviaire Liège - Maastricht au nord-est, le quartier de Wyck (section Céramique) au nord-ouest, et le trancé[Quoi ?] du pont John F. Kennedy et du Kennedysingel (N278) au sud.

## Histoire
En 1949, lors de travaux sur les systèmes d'eau et de gaz sur la Minister Talmastraat, un tombeau du premier quart du Ier siècle a été découvert. Il s'agit de la plus ancienne tombe romaine de Maastricht.
Le quartier a été construit de 1948 à 1955 sur la base du plan d'urbanisme de Frans Dingemans (nl) (1905-1961). Il s'agissait de la première grande expansion urbaine après la Seconde guerre mondiale. Le quartier était habité par la classe ouvrière traditionnelle. Au cours des dernières années, de nombreuses maisons y ont été démolies, rénovées et construites. Au sud du quartier, le long du John F. Kennedysingel, un petit espace de bureaux s'est développé avec, notamment, le siège de Rabobank.
L'espace situé le long de la Heugemerweg, à l'ouest du quartier, est plus ancien. Au numéro 57 se trouve une villa construite en 1880 dans un style néo-Renaissance. Le sous-sol de la villa indique que cette zone était, jusqu'à environ 1933, dans la plaine inondable de la Meuse. Sur la façade nord-ouest se trouvent deux bas-reliefs représentant La peinture et L'architecture.

## Services
Heugemerveld a un nombre limité d'installations : il n'y a que quelques commerces (dont un supermarché) et quelques restaurants. Toutefois, les résidents peuvent facilement utiliser les installations du Wyck. Il y a une église catholique (l'église Don Bosco) et un centre scolaire (La Bellettsa) et une église évangélique (Nieuw Leven) .

## Sources
- (nl) Cet article est partiellement ou en totalité issu de l’article de Wikipédia en néerlandais intitulé « Heugemerveld » (voir la liste des auteurs).

## Compléments